# Heriaeus capillatus
Heriaeus capillatus là một loài nhện trong họ Thomisidae.
Loài này thuộc chi Heriaeus. Heriaeus capillatus được miêu tả năm 1985 bởi Utochkin.